# 2025-ös Formula–1 magyar nagydíj
A magyar nagydíj a 2025-ös Formula–1 világbajnokság tizennegyedik futama volt, amelyet 2025. augusztus 1. és augusztus 3. között rendeztek meg. A 40. magyar nagydíj helyszíne a mogyoródi Hungaroring.

## Választható keverékek
| Abroncs              | Friss | Használt |
| -------------------- | ----- | -------- |
| Kemény keverék (C3)  |       |          |
| Közepes keverék (C4) |       |          |
| Lágy keverék (C5)    |       |          |
| Átmeneti esőgumi (I) |       |          |
| Teljes esőgumi (W)   |       |          |

## Szabadedzések
A magyar nagydíj első szabadedzését augusztus 1-jén, pénteken délután tartották, magyar idő szerint 13:30-tól.
| helyezés | versenyző             | csapat/motor                 | elért idő | különbség | futott kör |
| -------- | --------------------- | ---------------------------- | --------- | --------- | ---------- |
| 1.       | Lando Norris          | McLaren-Mercedes             | 1:16,052  | –         | 26         |
| 2.       | Oscar Piastri         | McLaren-Mercedes             | 1:16,071  | +0,019    | 30         |
| 3.       | Charles Leclerc       | Ferrari                      | 1:16,269  | +0,217    | 28         |
| 4.       | Isack Hadjar          | Racing Bulls-Honda RBPT      | 1:16,681  | +0,629    | 31         |
| 5.       | Lewis Hamilton        | Ferrari                      | 1:16,734  | +0,682    | 28         |
| 6.       | Oliver Bearman        | Haas-Ferrari                 | 1:16,878  | +0,826    | 26         |
| 7.       | Andrea Kimi Antonelli | Mercedes                     | 1:16,880  | +0,828    | 26         |
| 8.       | George Russell        | Mercedes                     | 1:16,925  | +0,873    | 26         |
| 9.       | Max Verstappen        | Red Bull-Honda RBPT          | 1:16,940  | +0,888    | 25         |
| 10.      | Lance Stroll          | Aston Martin Aramco-Mercedes | 1:16,958  | +0,906    | 25         |
| 11.      | Alexander Albon       | Williams-Mercedes            | 1:16,984  | +0,932    | 28         |
| 12.      | Esteban Ocon          | Haas-Ferrari                 | 1:17,004  | +0,952    | 26         |
| 13.      | Pierre Gasly          | Alpine-Renault               | 1:17,123  | +1,071    | 27         |
| 14.      | Liam Lawson           | Racing Bulls-Honda RBPT      | 1:17,184  | +1,132    | 29         |
| 15.      | Carlos Sainz Jr.      | Williams-Mercedes            | 1:17,195  | +1,143    | 31         |
| 16.      | Felipe Drugovich      | Aston Martin Aramco-Mercedes | 1:17,269  | +1,217    | 26         |
| 17.      | Cunoda Júki           | Red Bull-Honda RBPT          | 1:17,393  | +1,341    | 27         |
| 18.      | Franco Colapinto      | Alpine-Renault               | 1:17,464  | +1,412    | 29         |
| 19.      | Gabriel Bortoleto     | Kick Sauber-Ferrari          | 1:17,652  | +1,600    | 17         |
| 20.      | Paul Aron             | Kick Sauber-Ferrari          | 1:19,788  | +3,736    | 9          |

A magyar nagydíj második szabadedzését augusztus 1-jén, pénteken délután tartották, magyar idő szerint 17:00-tól.
| helyezés | versenyző             | csapat/motor                 | elért idő | különbség | futott kör |
| -------- | --------------------- | ---------------------------- | --------- | --------- | ---------- |
| 1.       | Lando Norris          | McLaren-Mercedes             | 1:15,624  | –         | 27         |
| 2.       | Oscar Piastri         | McLaren-Mercedes             | 1:15,915  | +0,291    | 30         |
| 3.       | Charles Leclerc       | Ferrari                      | 1:16,023  | +0,399    | 28         |
| 4.       | Lance Stroll          | Aston Martin Aramco-Mercedes | 1:16,119  | +0,495    | 28         |
| 5.       | Fernando Alonso       | Aston Martin Aramco-Mercedes | 1:16,233  | +0,609    | 25         |
| 6.       | Lewis Hamilton        | Ferrari                      | 1:16,329  | +0,705    | 28         |
| 7.       | George Russell        | Mercedes                     | 1:16,417  | +0,793    | 27         |
| 8.       | Isack Hadjar          | Racing Bulls-Honda RBPT      | 1:16,427  | +0,803    | 30         |
| 9.       | Cunoda Júki           | Red Bull-Honda RBPT          | 1:16,485  | +0,861    | 30         |
| 10.      | Andrea Kimi Antonelli | Mercedes                     | 1:16,520  | +0,896    | 26         |
| 11.      | Oliver Bearman        | Haas-Ferrari                 | 1:16,567  | +0,943    | 27         |
| 12.      | Nico Hülkenberg       | Kick Sauber-Ferrari          | 1:16,680  | +1,056    | 31         |
| 13.      | Esteban Ocon          | Haas-Ferrari                 | 1:16,704  | +1,080    | 29         |
| 14.      | Max Verstappen        | Red Bull-Honda RBPT          | 1:16,791  | +1,167    | 25         |
| 15.      | Liam Lawson           | Racing Bulls-Honda RBPT      | 1:16,812  | +1,188    | 29         |
| 16.      | Carlos Sainz Jr.      | Williams-Mercedes            | 1:16,874  | +1,250    | 32         |
| 17.      | Gabriel Bortoleto     | Kick Sauber-Ferrari          | 1:16,946  | +1,322    | 29         |
| 18.      | Alexander Albon       | Williams-Mercedes            | 1:17,021  | +1,397    | 30         |
| 19.      | Pierre Gasly          | Alpine-Renault               | 1:17,043  | +1,419    | 25         |
| 20.      | Franco Colapinto      | Alpine-Renault               | 1:17,159  | +1,535    | 29         |

A magyar nagydíj harmadik szabadedzését augusztus 2-án, szombat délután tartották, magyar idő szerint 12:30-tól.
| helyezés | versenyző             | csapat/motor                 | elért idő | különbség | futott kör |
| -------- | --------------------- | ---------------------------- | --------- | --------- | ---------- |
| 1.       | Oscar Piastri         | McLaren-Mercedes             | 1:14,916  | –         | 17         |
| 2.       | Lando Norris          | McLaren-Mercedes             | 1:14,948  | +0,032    | 20         |
| 3.       | Charles Leclerc       | Ferrari                      | 1:15,315  | +0,399    | 17         |
| 4.       | Lewis Hamilton        | Ferrari                      | 1:15,684  | +0,768    | 18         |
| 5.       | Andrea Kimi Antonelli | Mercedes                     | 1:15,745  | +0,829    | 18         |
| 6.       | Fernando Alonso       | Aston Martin Aramco-Mercedes | 1:15,794  | +0,878    | 18         |
| 7.       | Lance Stroll          | Aston Martin Aramco-Mercedes | 1:15,828  | +0,912    | 21         |
| 8.       | George Russell        | Mercedes                     | 1:15,840  | +0,924    | 17         |
| 9.       | Gabriel Bortoleto     | Kick Sauber-Ferrari          | 1:15,978  | +1,062    | 19         |
| 10.      | Nico Hülkenberg       | Kick Sauber-Ferrari          | 1:16,025  | +1,109    | 21         |
| 11.      | Oliver Bearman        | Haas-Ferrari                 | 1:16,127  | +1,211    | 17         |
| 12.      | Max Verstappen        | Red Bull-Honda RBPT          | 1:16,162  | +1,246    | 19         |
| 13.      | Franco Colapinto      | Alpine-Renault               | 1:16,247  | +1,331    | 21         |
| 14.      | Liam Lawson           | Racing Bulls-Honda RBPT      | 1:16,371  | +1,455    | 21         |
| 15.      | Carlos Sainz Jr.      | Williams-Mercedes            | 1:16,442  | +1,526    | 19         |
| 16.      | Alexander Albon       | Williams-Mercedes            | 1:16,530  | +1,614    | 20         |
| 17.      | Esteban Ocon          | Haas-Ferrari                 | 1:16,531  | +1,615    | 18         |
| 18.      | Pierre Gasly          | Alpine-Renault               | 1:16,570  | +1,654    | 22         |
| 19.      | Cunoda Júki           | Red Bull-Honda RBPT          | 1:16,878  | +1,962    | 19         |
| 20.      | Isack Hadjar          | Racing Bulls-Honda RBPT      | 1:16,956  | +2,040    | 18         |

## Időmérő edzés
A magyar nagydíj időmérő edzését augusztus 2-án, szombat délután tartották, magyar idő szerint 16:00-tól.
| helyezés              | rajtszám | versenyző             | csapat/motor                 | Q1       | Q2       | Q3       | rajthely | futott kör |
| --------------------- | -------- | --------------------- | ---------------------------- | -------- | -------- | -------- | -------- | ---------- |
| 1                     | 16       | Charles Leclerc       | Ferrari                      | 1:15,582 | 1:15,455 | 1:15,372 | 1        | 18         |
| 2                     | 81       | Oscar Piastri         | McLaren-Mercedes             | 1:15,211 | 1:14,941 | 1:15,398 | 2        | 18         |
| 3                     | 4        | Lando Norris          | McLaren-Mercedes             | 1:15,523 | 1:14,890 | 1:15,413 | 3        | 18         |
| 4                     | 63       | George Russell        | Mercedes                     | 1:15,627 | 1:15,201 | 1:15,425 | 4        | 15         |
| 5                     | 14       | Fernando Alonso       | Aston Martin Aramco-Mercedes | 1:15,281 | 1:15,395 | 1:15,481 | 5        | 15         |
| 6                     | 18       | Lance Stroll          | Aston Martin Aramco-Mercedes | 1:15,673 | 1:15,129 | 1:15,498 | 6        | 18         |
| 7                     | 5        | Gabriel Bortoleto     | Kick Sauber-Ferrari          | 1:15,586 | 1:15,687 | 1:15,725 | 7        | 18         |
| 8                     | 1        | Max Verstappen        | Red Bull Racing-Honda RBPT   | 1:15,736 | 1:15,547 | 1:15,728 | 8        | 18         |
| 9                     | 30       | Liam Lawson           | Racing Bulls-Honda RBPT      | 1:15,849 | 1:15,630 | 1:15,821 | 9        | 18         |
| 10                    | 6        | Isack Hadjar          | Racing Bulls-Honda RBPT      | 1:15,516 | 1:15,469 | 1:15,915 | 10       | 15         |
| 11                    | 87       | Oliver Bearman        | Haas-Ferrari                 | 1:15,750 | 1:15,694 |          | 11       | 12         |
| 12                    | 44       | Lewis Hamilton        | Ferrari                      | 1:15,733 | 1:15,702 |          | 12       | 12         |
| 13                    | 55       | Carlos Sainz Jr.      | Williams-Mercedes            | 1:15,652 | 1:15,781 |          | 13       | 15         |
| 14                    | 43       | Franco Colapinto      | Alpine-Renault               | 1:15,875 | 1:16,159 |          | 14       | 12         |
| 15                    | 12       | Andrea Kimi Antonelli | Mercedes                     | 1:15,782 | 1:16,386 |          | 15       | 9          |
| 16                    | 22       | Cunoda Júki           | Red Bull Racing-Honda RBPT   | 1:15,899 |          |          | boxutca  | 6          |
| 17                    | 10       | Pierre Gasly          | Alpine-Renault               | 1:15,966 |          |          | 16       | 6          |
| 18                    | 31       | Esteban Ocon          | Haas-Ferrari                 | 1:16,023 |          |          | 17       | 6          |
| 19                    | 27       | Nico Hülkenberg       | Kick Sauber-Ferrari          | 1:16,081 |          |          | 18       | 6          |
| 20                    | 23       | Alexander Albon       | Williams-Mercedes            | 1:16,223 |          |          | 19       | 9          |
| 107%-os idő: 1:20,475 |          |                       |                              |          |          |          |          |            |

## Futam
A magyar nagydíj futamát augusztus 3-án, vasárnap délután tartották, magyar idő szerint 15:00-tól.
| helyezés | rajtszám | versenyző             | csapat/motor                 | futott kör | idő/kiesés oka     | rajthely | pont |
| -------- | -------- | --------------------- | ---------------------------- | ---------- | ------------------ | -------- | ---- |
| 1        | 4        | Lando Norris          | McLaren-Mercedes             | 70         | 1:35:21,231        | 3        | 25   |
| 2        | 81       | Oscar Piastri         | McLaren-Mercedes             | 70         | +0,698             | 2        | 18   |
| 3        | 63       | George Russell        | Mercedes                     | 70         | +21,916            | 4        | 15   |
| 4        | 16       | Charles Leclerc       | Ferrari                      | 70         | +42,560            | 1        | 12   |
| 5        | 14       | Fernando Alonso       | Aston Martin Aramco-Mercedes | 70         | +59,040            | 5        | 10   |
| 6        | 5        | Gabriel Bortoleto     | Kick Sauber-Ferrari          | 70         | +1:06,169          | 7        | 8    |
| 7        | 18       | Lance Stroll          | Aston Martin Aramco-Mercedes | 70         | +1:08,174          | 6        | 6    |
| 8        | 30       | Liam Lawson           | Racing Bulls-Honda RBPT      | 70         | +1:09,451          | 9        | 4    |
| 9        | 1        | Max Verstappen        | Red Bull Racing-Honda RBPT   | 70         | +1:12,645          | 8        | 2    |
| 10       | 12       | Andrea Kimi Antonelli | Mercedes                     | 69         | +1 kör             | 15       | 1    |
| 11       | 6        | Isack Hadjar          | Racing Bulls-Honda RBPT      | 69         | +1 kör             | 10       |      |
| 12       | 44       | Lewis Hamilton        | Ferrari                      | 69         | +1 kör             | 12       |      |
| 13       | 27       | Nico Hülkenberg       | Kick Sauber-Ferrari          | 69         | +1 kör             | 18       |      |
| 14       | 55       | Carlos Sainz Jr.      | Williams-Mercedes            | 69         | +1 kör             | 13       |      |
| 15       | 23       | Alexander Albon       | Williams-Mercedes            | 69         | +1 kör             | 19       |      |
| 16       | 31       | Esteban Ocon          | Haas-Ferrari                 | 69         | +1 kör             | 17       |      |
| 17       | 22       | Cunoda Júki           | Red Bull Racing-Honda RBPT   | 69         | +1 kör             | boxutca  |      |
| 18       | 43       | Franco Colapinto      | Alpine-Renault               | 69         | +1 kör             | 14       |      |
| 19       | 10       | Pierre Gasly          | Alpine-Renault               | 69         | +1 kör             | 16       |      |
| Ki       | 87       | Oliver Bearman        | Haas-Ferrari                 | 48         | padlólemez sérülés | 11       |      |

## A világbajnokság állása a verseny után
| H   | Versenyzők            | Pont | H   | Konstruktőrök                | Pont |
| --- | --------------------- | ---- | --- | ---------------------------- | ---- |
| 1.  | Oscar Piastri         | 284  | 1.  | McLaren-Mercedes             | 559  |
| 2.  | Lando Norris          | 275  | 2.  | Ferrari                      | 260  |
| 3.  | Max Verstappen        | 187  | 3.  | Mercedes                     | 236  |
| 4.  | George Russell        | 172  | 4.  | Red Bull Racing-Honda RBPT   | 194  |
| 5.  | Charles Leclerc       | 151  | 5.  | Williams-Mercedes            | 70   |
| 6.  | Lewis Hamilton        | 109  | 6.  | Aston Martin Aramco-Mercedes | 52   |
| 7.  | Andrea Kimi Antonelli | 64   | 7.  | Kick Sauber-Ferrari          | 51   |
| 8.  | Alexander Albon       | 54   | 8.  | Racing Bulls-Honda RBPT      | 45   |
| 9.  | Nico Hülkenberg       | 37   | 9.  | Haas-Ferrari                 | 35   |
| 10. | Esteban Ocon          | 27   | 10. | Alpine-Renault               | 20   |

(A teljes táblázat)

## Statisztikák
- Vezető helyen:
  - Charles Leclerc: 28 kör (1–19 és 31-39)
  - Lando Norris: 36 kör (20–30 és 46-70)
  - Oscar Piastri: 6 kör (40-45)
- Charles Leclerc 27. pole-pozíciója.
- Lando Norris 9. futamgyőzelme.
- George Russell 10. versenyben futott leggyorsabb köre.
- A McLaren 200. futamgyőzelme.[1]
- A McLaren 56. kettős győzelme.
- Lando Norris 38., Oscar Piastri 22., és George Russell 21. dobogós helyezése.
- Max Verstappen 200. Formula–1-es nagydíján indult a Red Bull Racing színeiben.[1]